# Лицен (Бранденбург)
Лицен (њем. Lietzen) општина је у њемачкој савезној држави Бранденбург. Једно је од 45 општинских средишта округа Меркиш-Одерланд. Према процјени из 2010. у општини је живјело 704 становника. Посједује регионалну шифру (AGS) 12064288.

## Географски и демографски подаци
Лицен се налази у савезној држави Бранденбург у округу Меркиш-Одерланд. Општина се налази на надморској висини од 48 метара. Површина општине износи 29,2 km². У самом мјесту је, према процјени из 2010. године, живјело 704 становника. Просјечна густина становништва износи 24 становника/km².

## Међународна сарадња
| Мјесто | Држава | Врста сарадње | Од    |
| ------ | ------ | ------------- | ----- |
|        | Пољска | партнерство   | 2000. |
|        | Пољска | партнерство   | 2000. |
|        | Пољска | партнерство   | 2000. |
| Извор  |        |               |       |